# تیپ‌های بین‌المللی
تیپ‌های بین‌المللی (به اسپانیایی: Brigadas Internacionales) واحدهای نظامیِ تشکیل شده از داوطلبانی بود که بین سالهای ۱۹۳۶ تا ۱۹۳۹ از کشورهای گوناگون برای جنگ به نفع جمهوری دوم اسپانیا در جنگ داخلی اسپانیا به این کشور سفر کرده بودند.
تعداد داوطلبان مشغول به جنگ بین ۳۲ تا ۳۵هزار نفر تخمین زده شده، گرچه هیچ‌گاه تعداد نفرات فعال در جنگ به بیشتر از ۲۰ هزار نفر نرسیده و گمان می‌رود که ۱۰ هزار نفر دیگر در کارهای غیرنظامی و پشتیبانی دخالت داشته‌اند. این داوطلبان از ۵۳ کشور مختلف علیه نیروهای فالانژیست اسپانیایی تحت رهبری ژنرال فرانسیسکو فرانکو که توسط ارتش‌های آلمان و ایتالیا پشتیبانی می‌شدند می‌جنگیدند. بر طبق یک قانون دولت اسپانیا فرزندان و بازماندگان داوطلبان تیپ‌های بین‌المللی می‌توانند تابعیت اسپانیایی دریافت کنند.

## شکل‌گیری

پرچم تیپ‌های بین‌المللی ازپرچم جمهوری اسپانیا با ستارهٔ سه‌لبهٔ جبههٔ عموم در وسط تشکیل شده بود

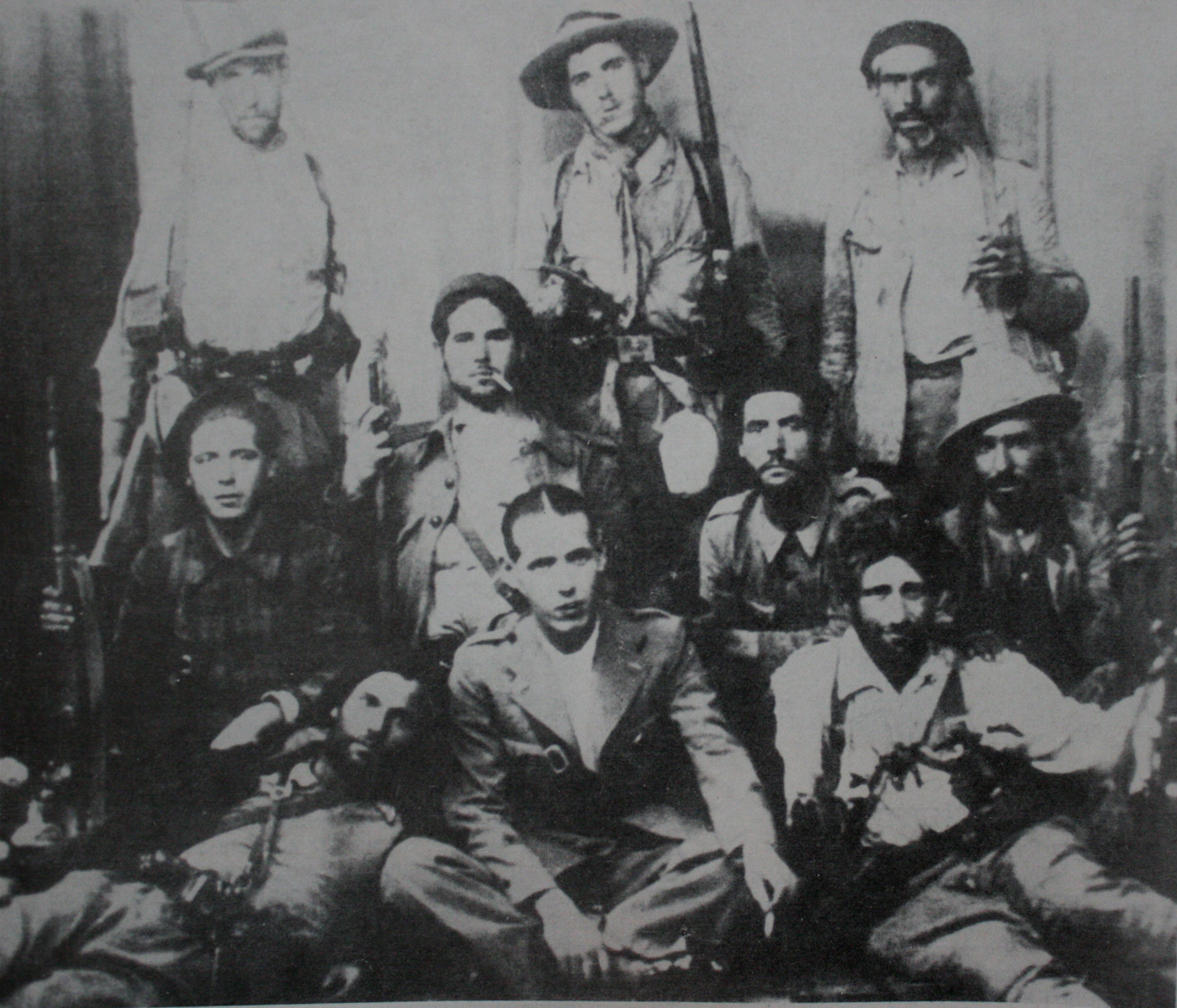
گروهی از تیپ‌های بین‌المللی بلغار، ۱۹۳۷

پرچم تیپ‌های بین‌المللی مجارستان

نیروگیری از احزاب کمونیست خارجی برای اسپانیا ظاهراً برای اولین بار در اتحاد جماهیر شوروی توسط موریس تورز مطرح شده‌است. داوطلبان غیر کمونیست باید ابتدا با یک مأمور کمیساریای خلق در امور داخلی مصاحبه می‌کردند.

## تلفات
آمار دقیقی از تلفات تیپ‌های بین‌المللی در دسترس نیست اما تخمین زده می‌شود که از ۲۳٬۶۷۰ تا ۵۹٬۳۸۰ داوطلب، تعدادی از ۵٬۸۵۷ تا ۲۹٬۲۲۹ نفر در درگیری‌ها کشته شده‌اند که به این ترتیب درصد تلفات عددی بین ۱۶٫۷٪ تا ۲۹٫۲٪ است. آموزش کم و رهبری ضعیف از دلایل اصلی این نرخ بالای تلفات شمرده شده‌اند.

## نگارخانه

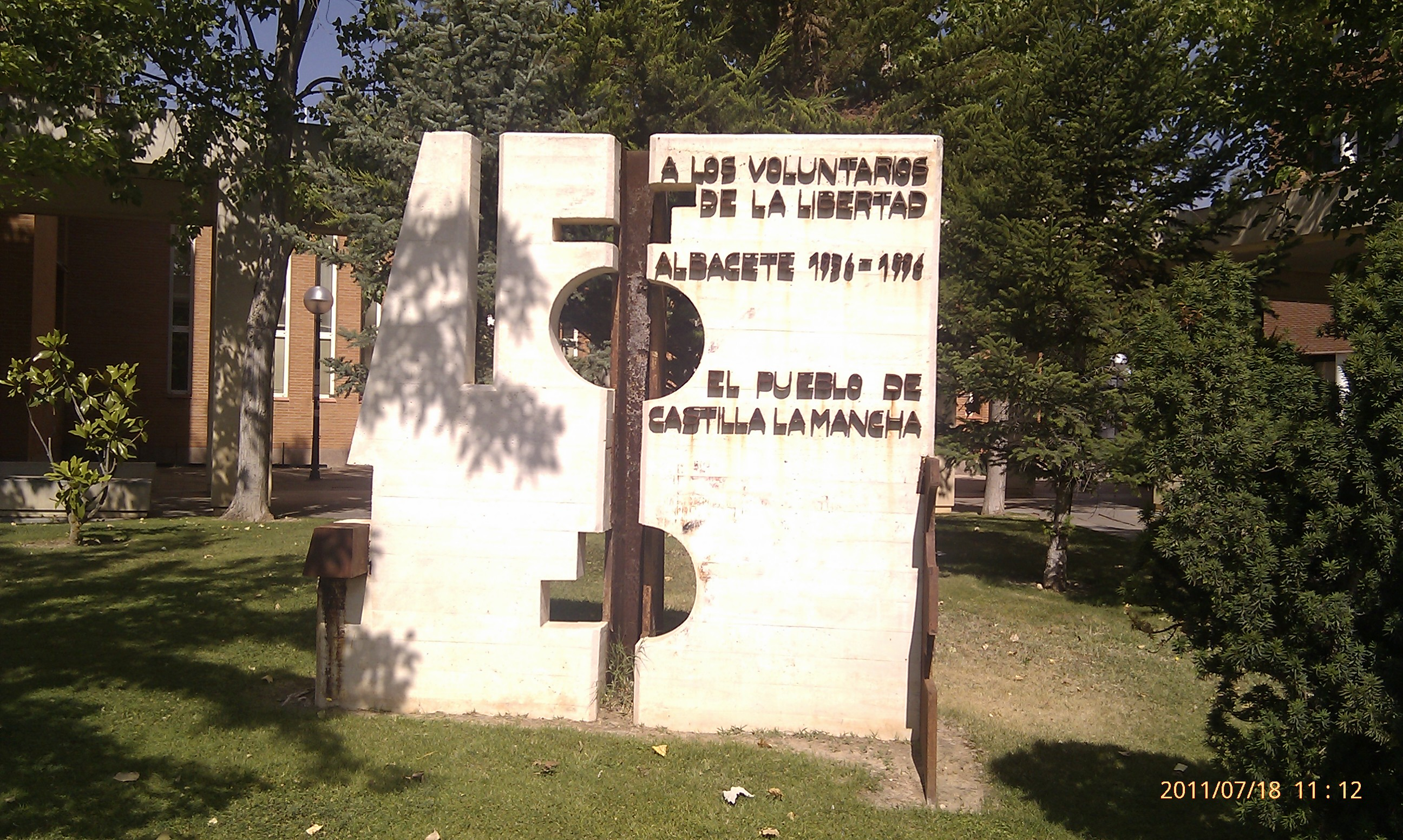
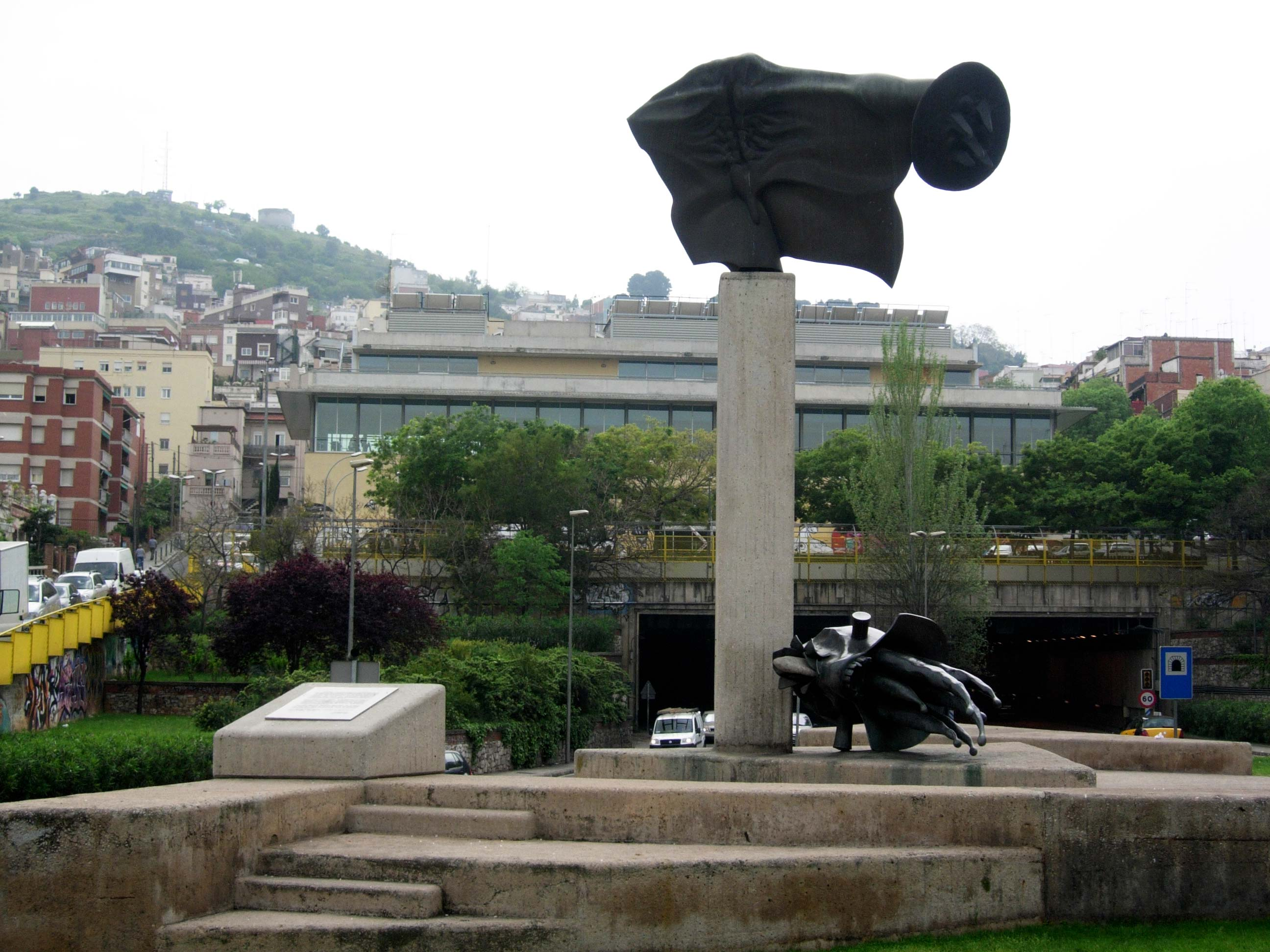
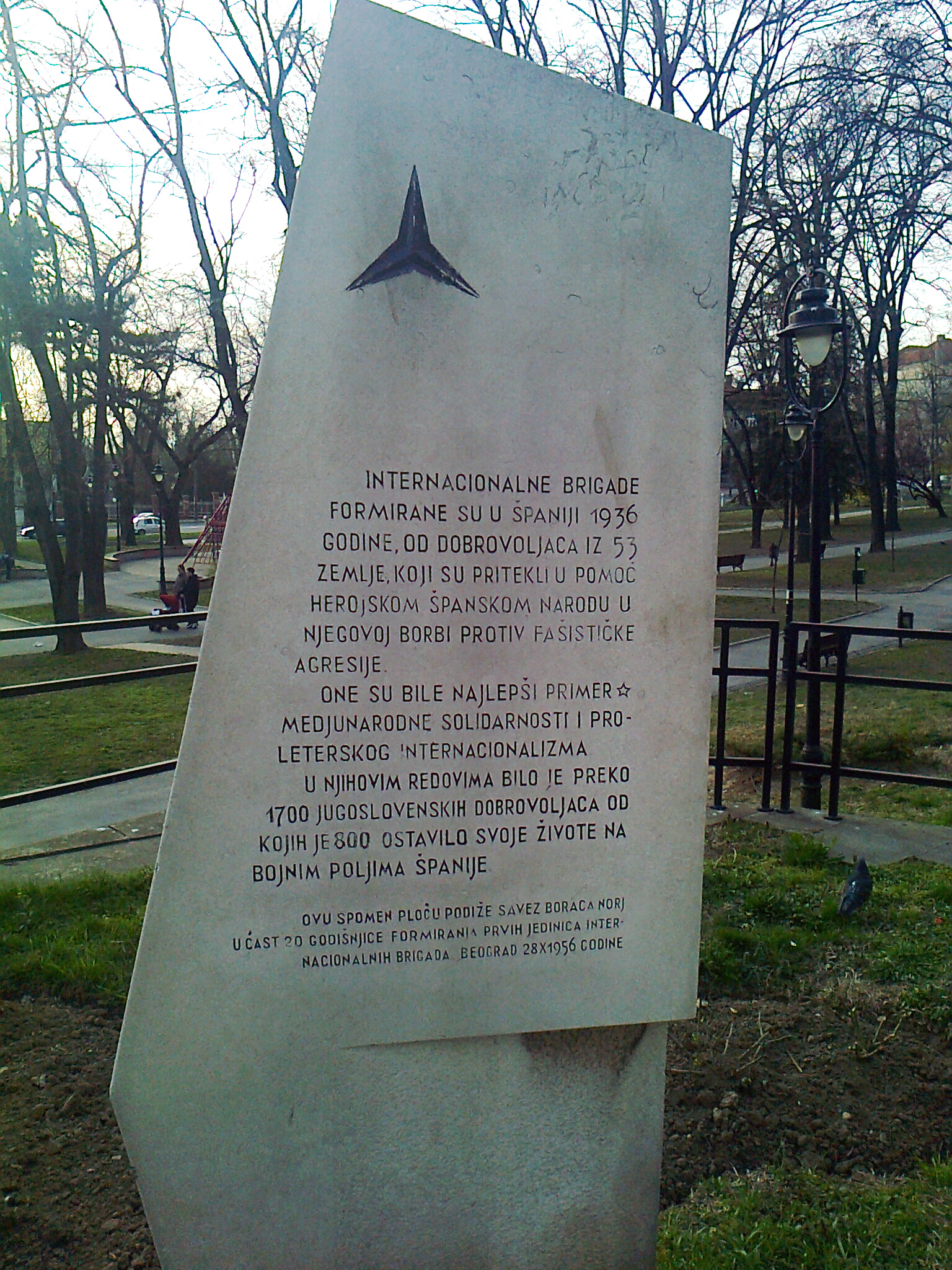
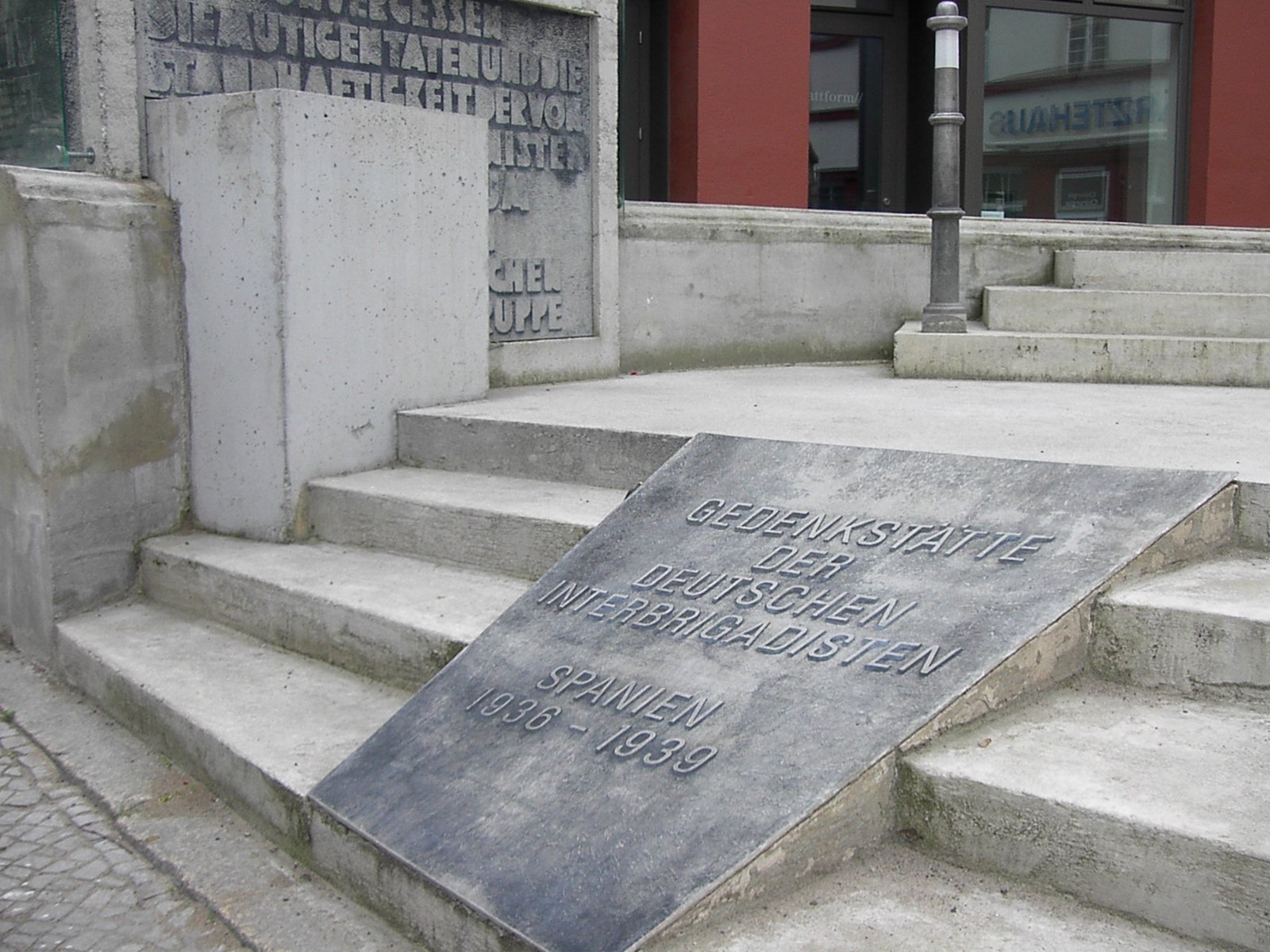
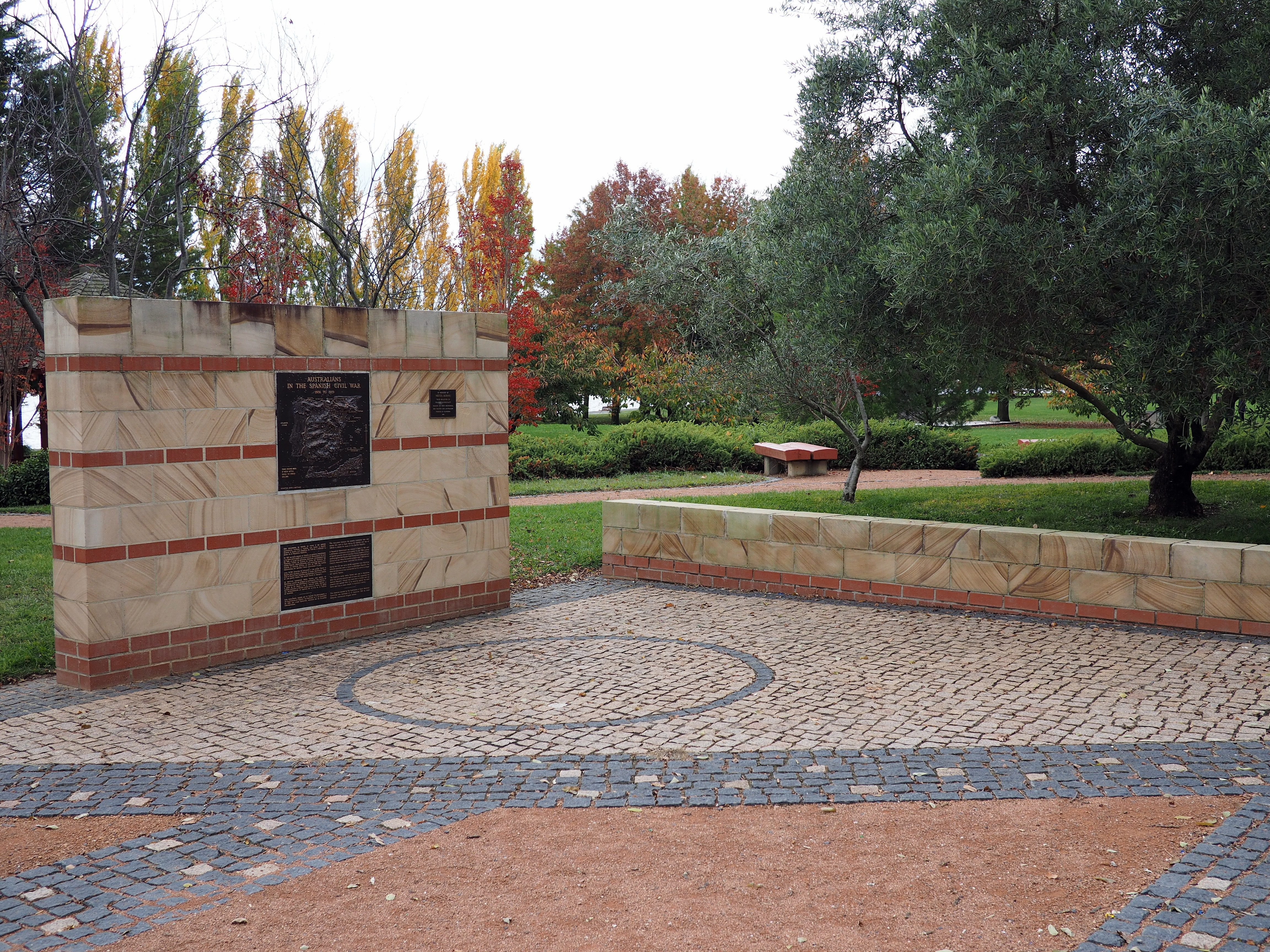
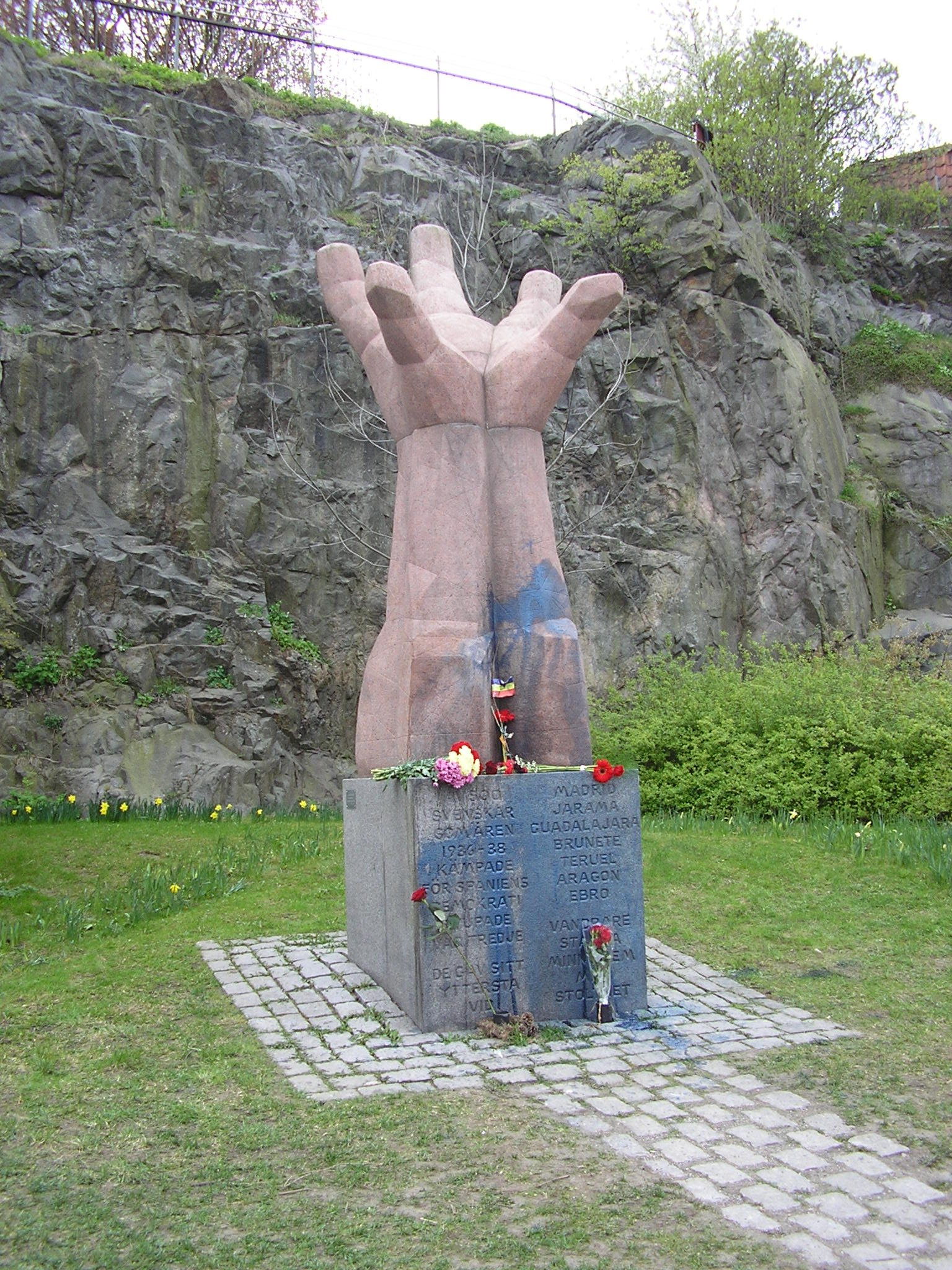
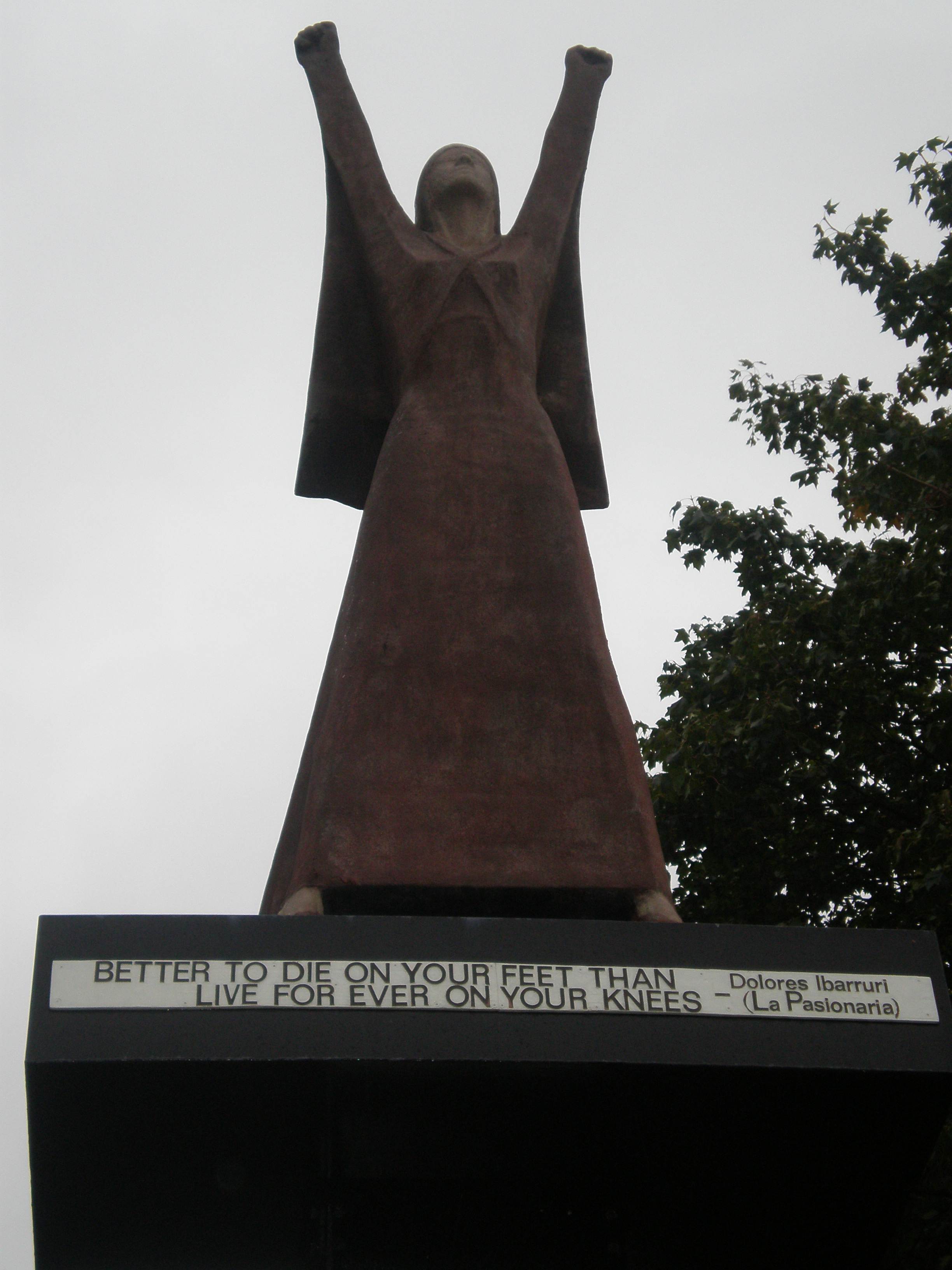
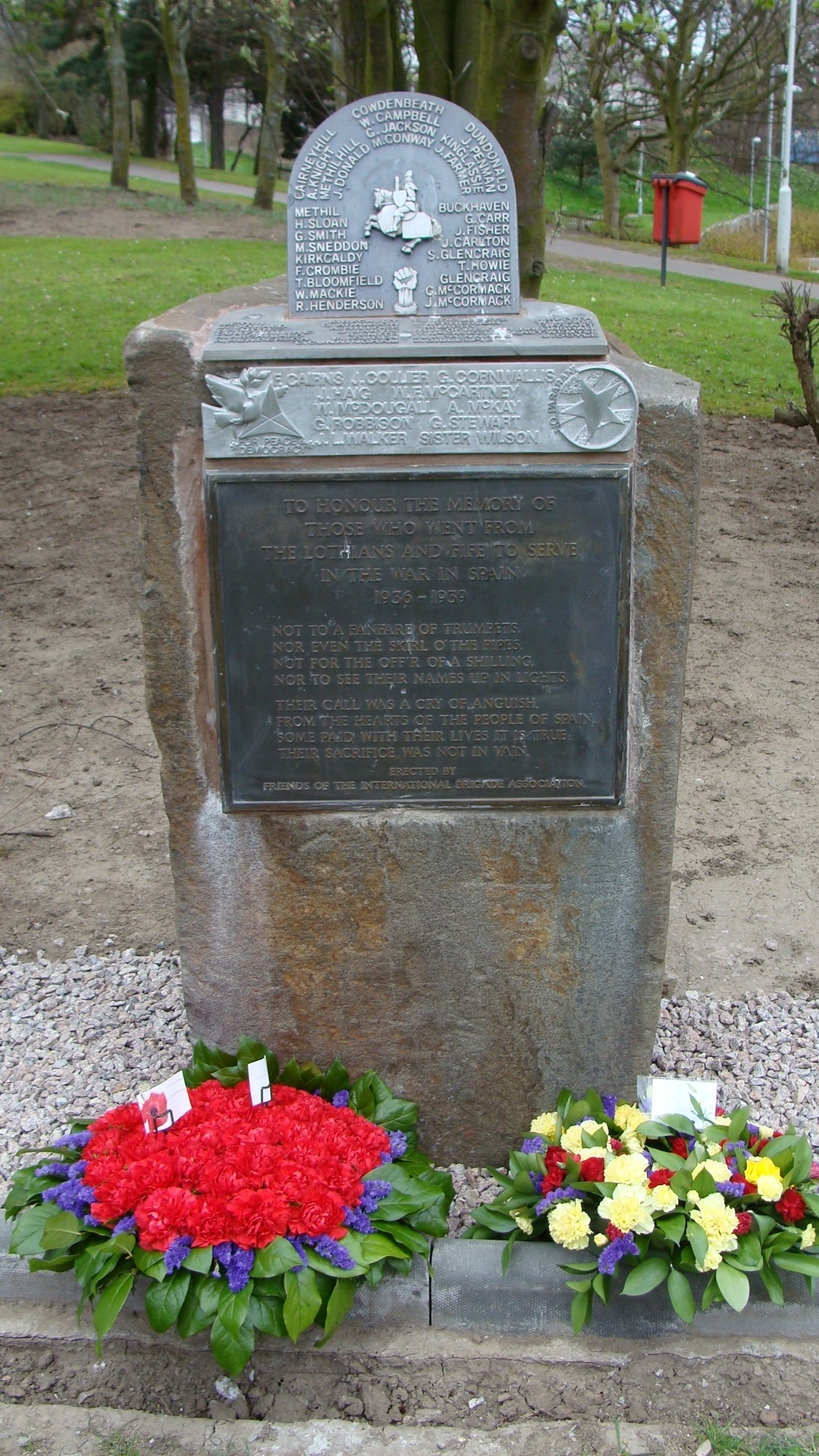
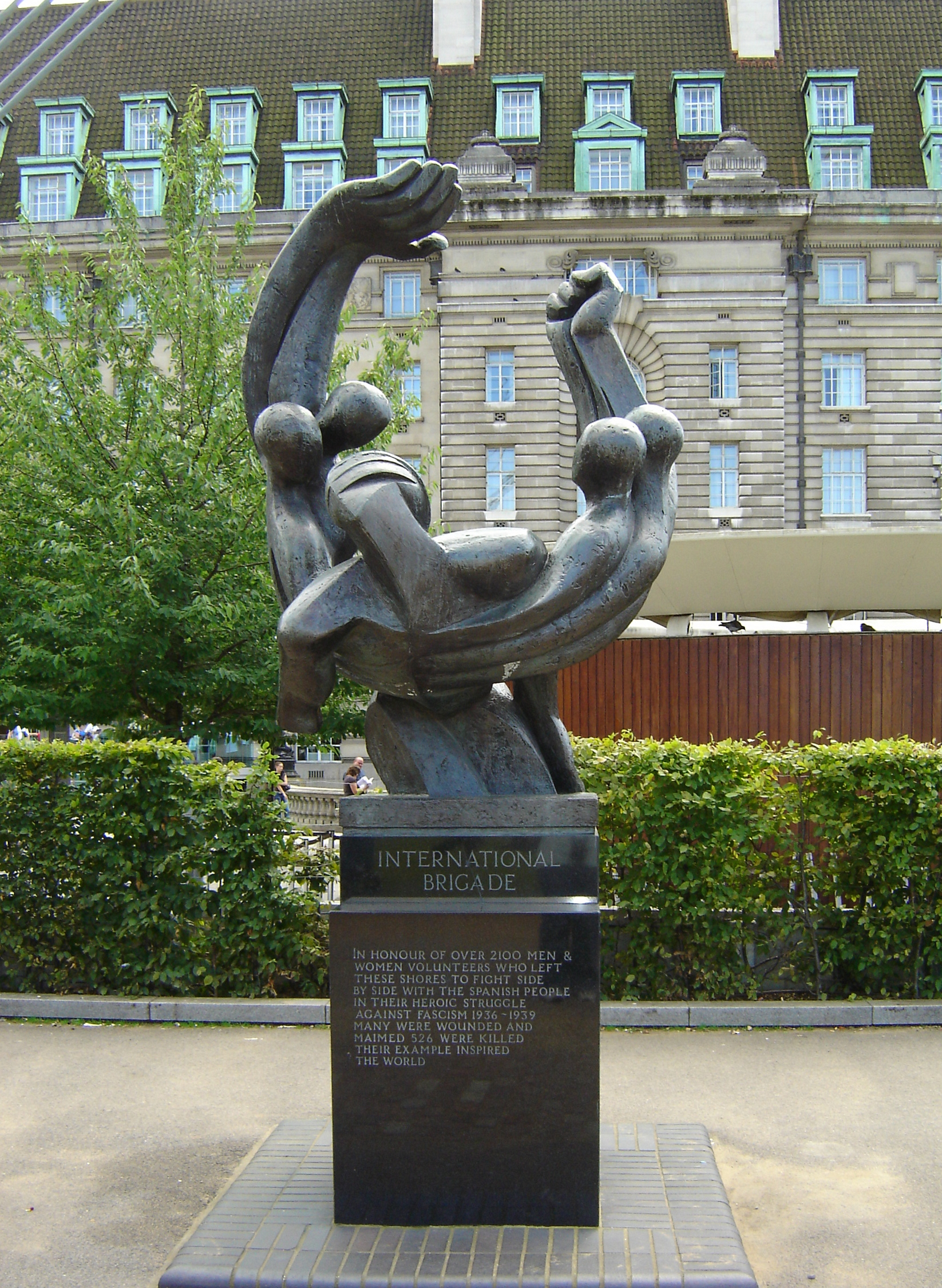
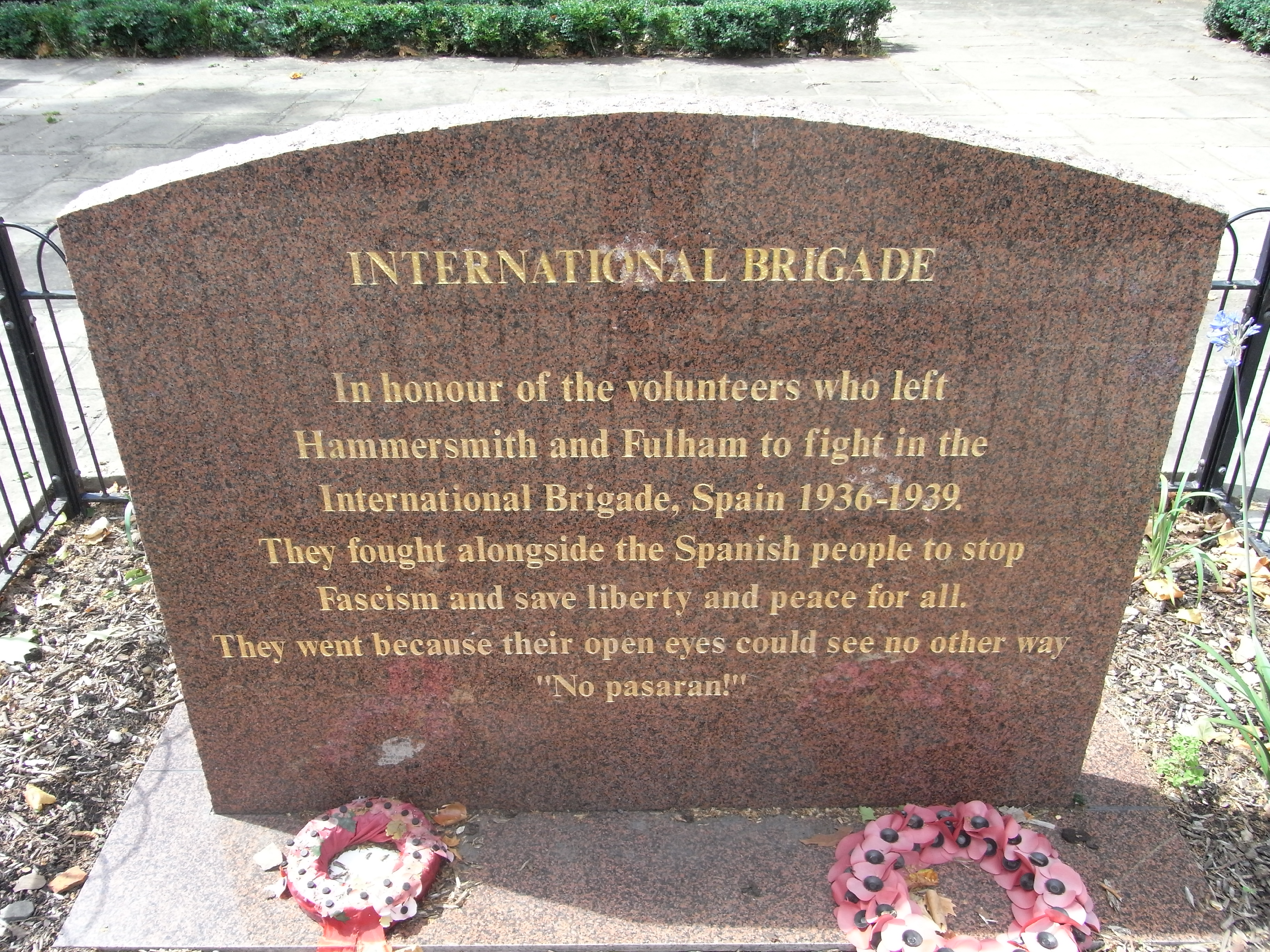
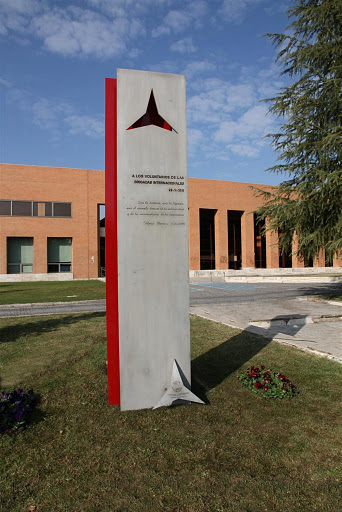
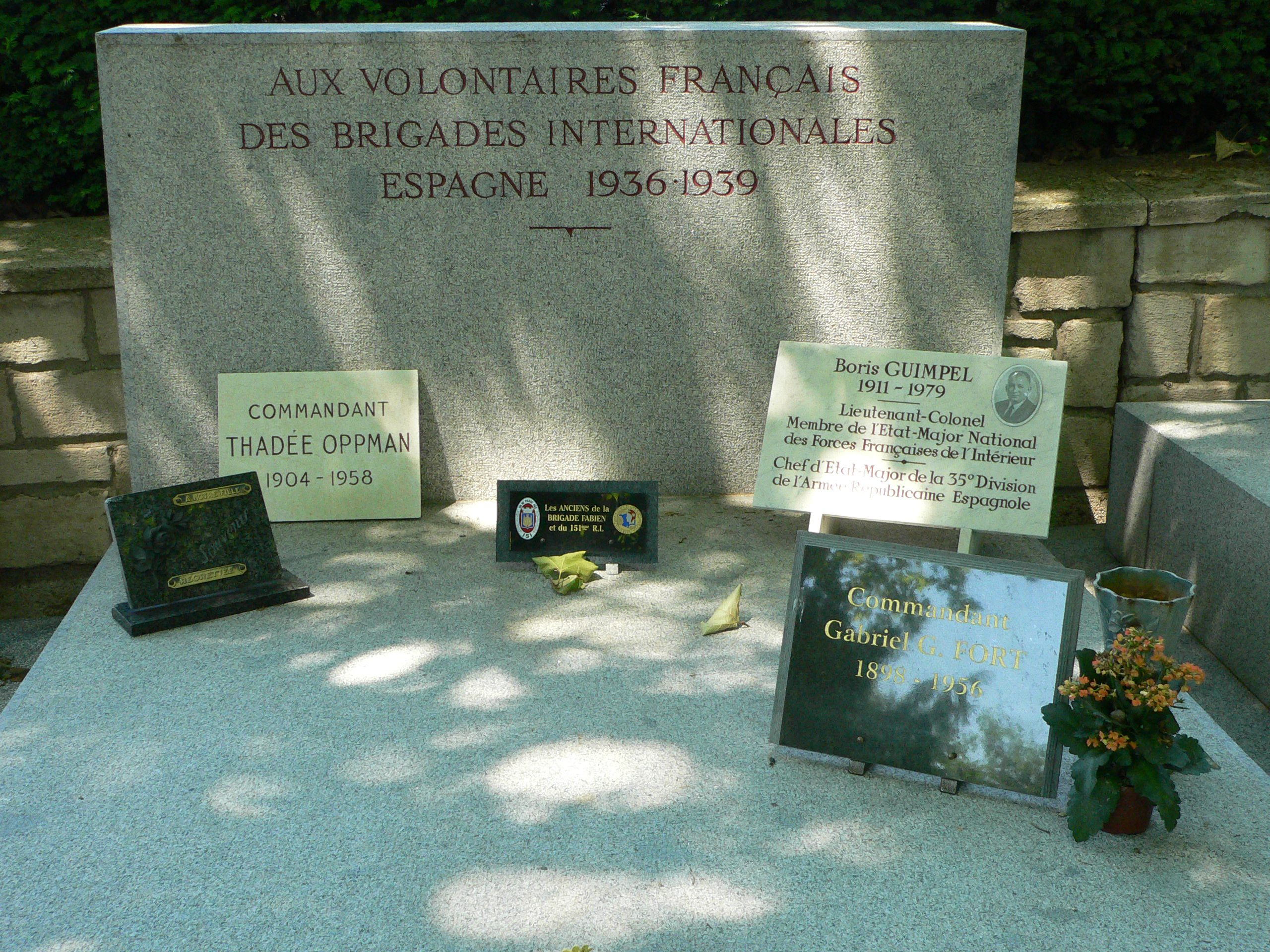
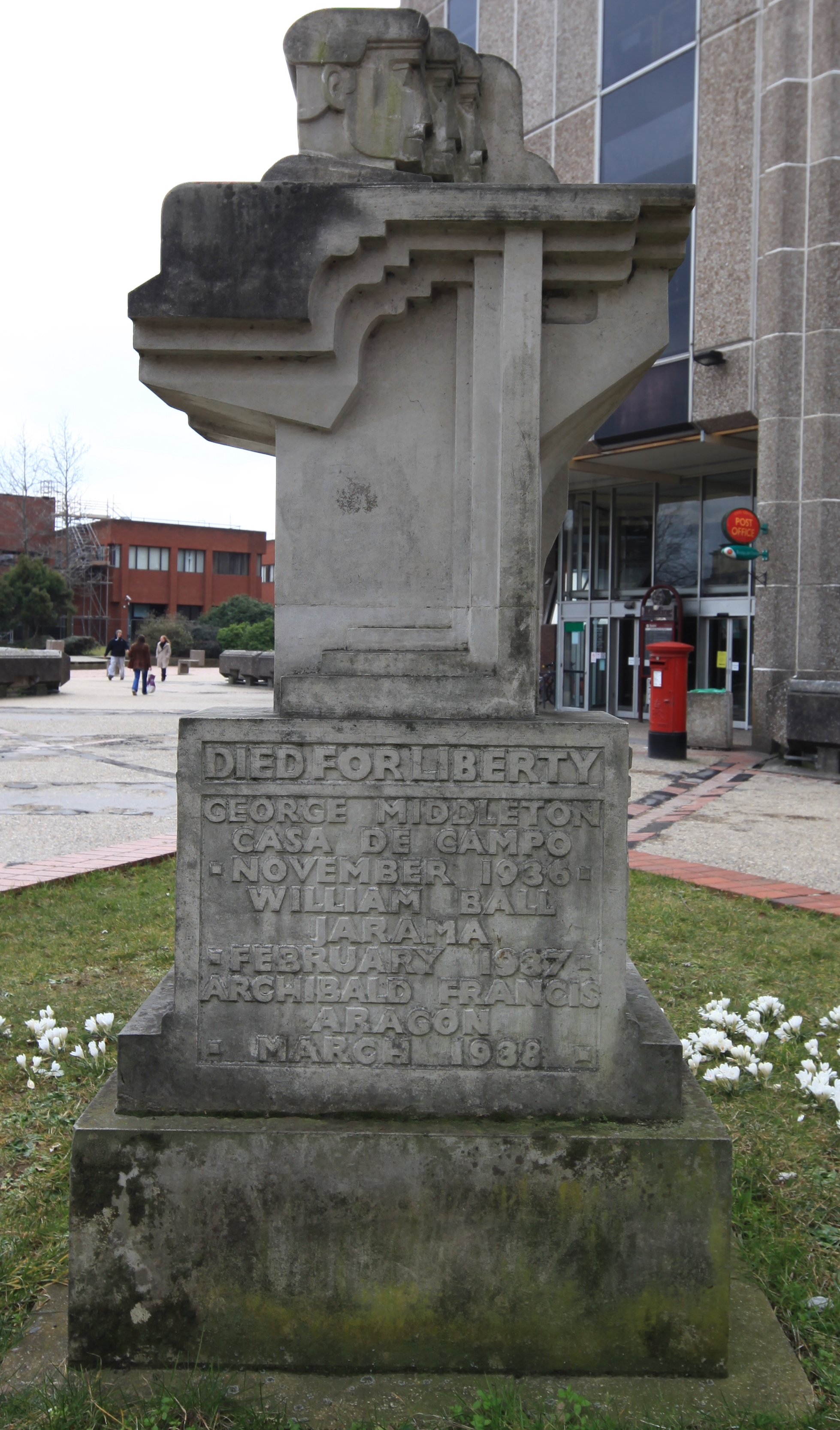
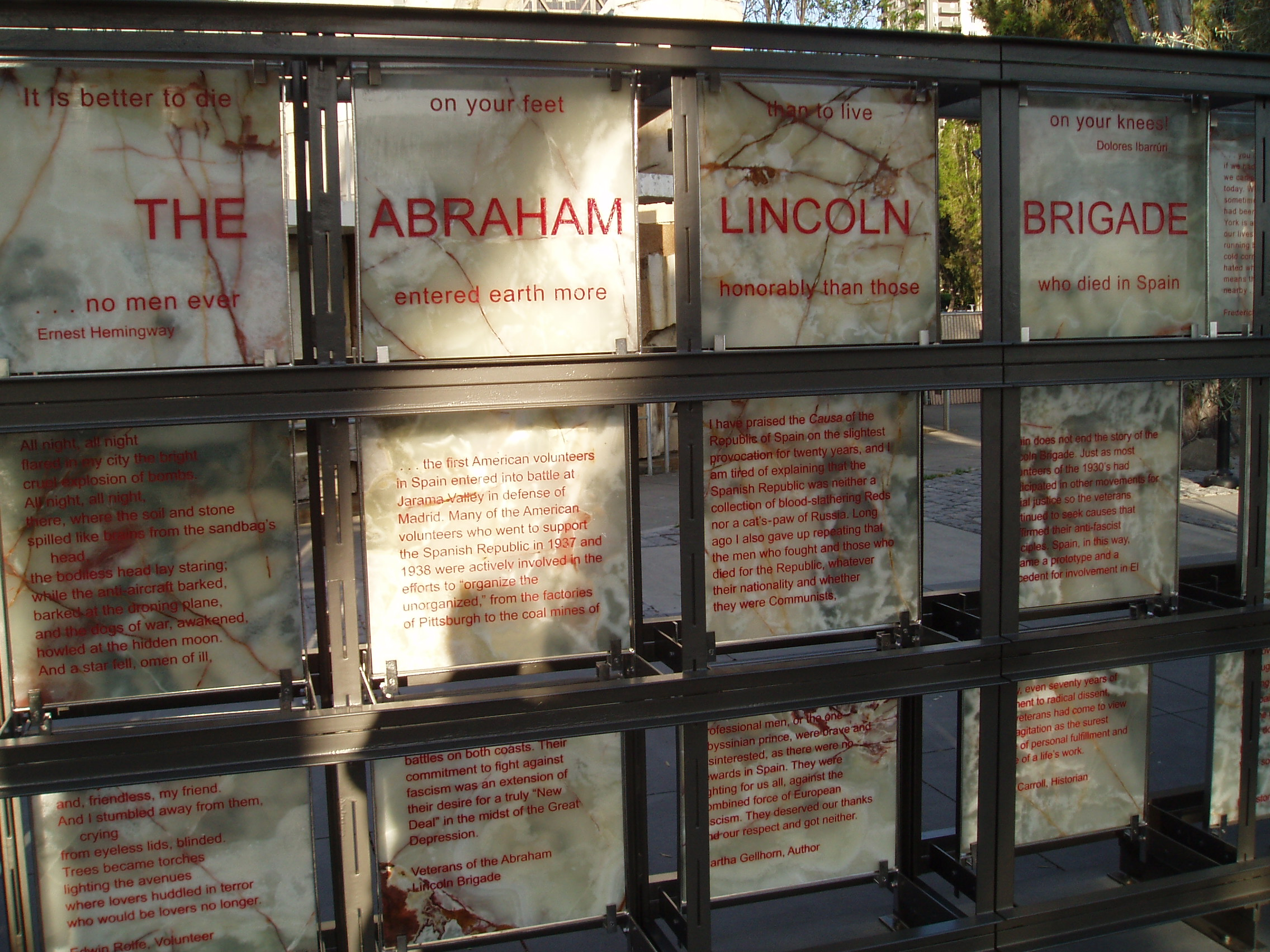
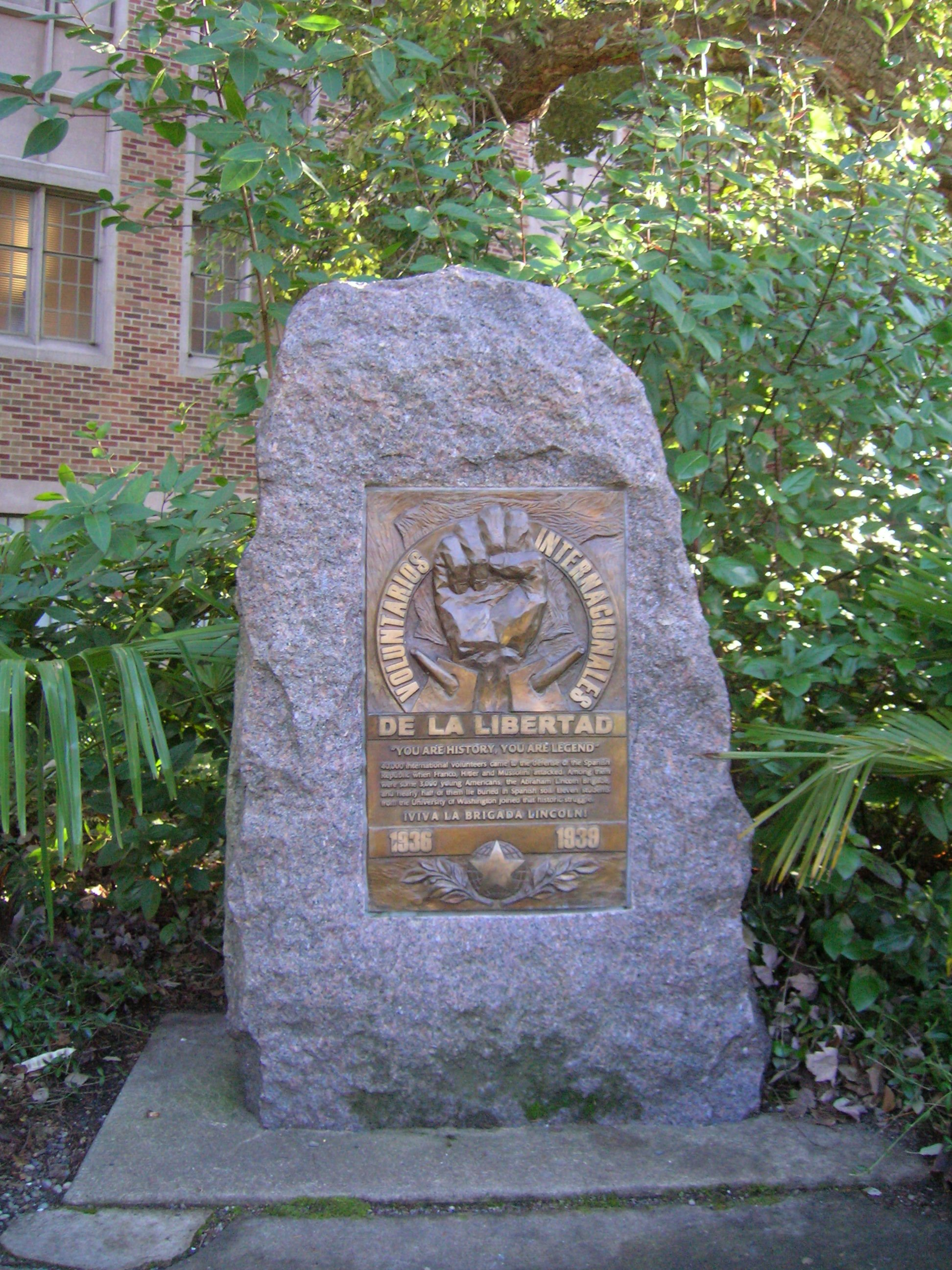
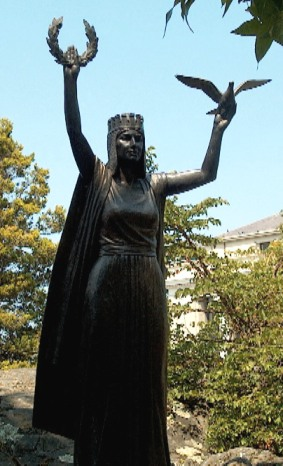
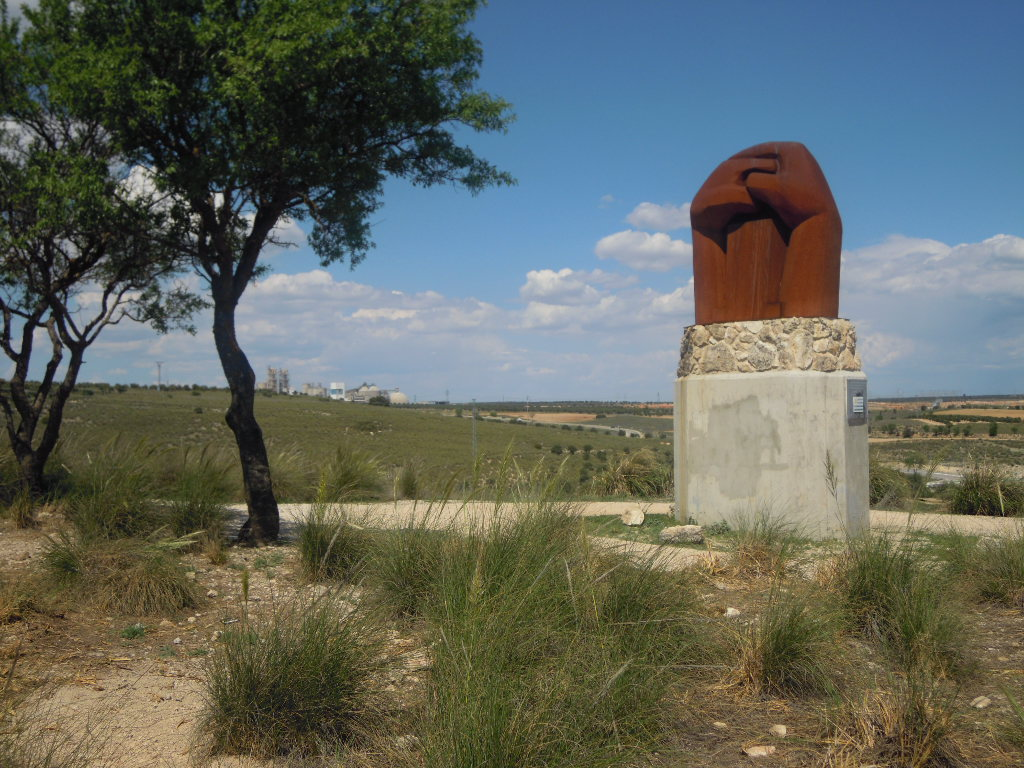